# Blatenský vrch

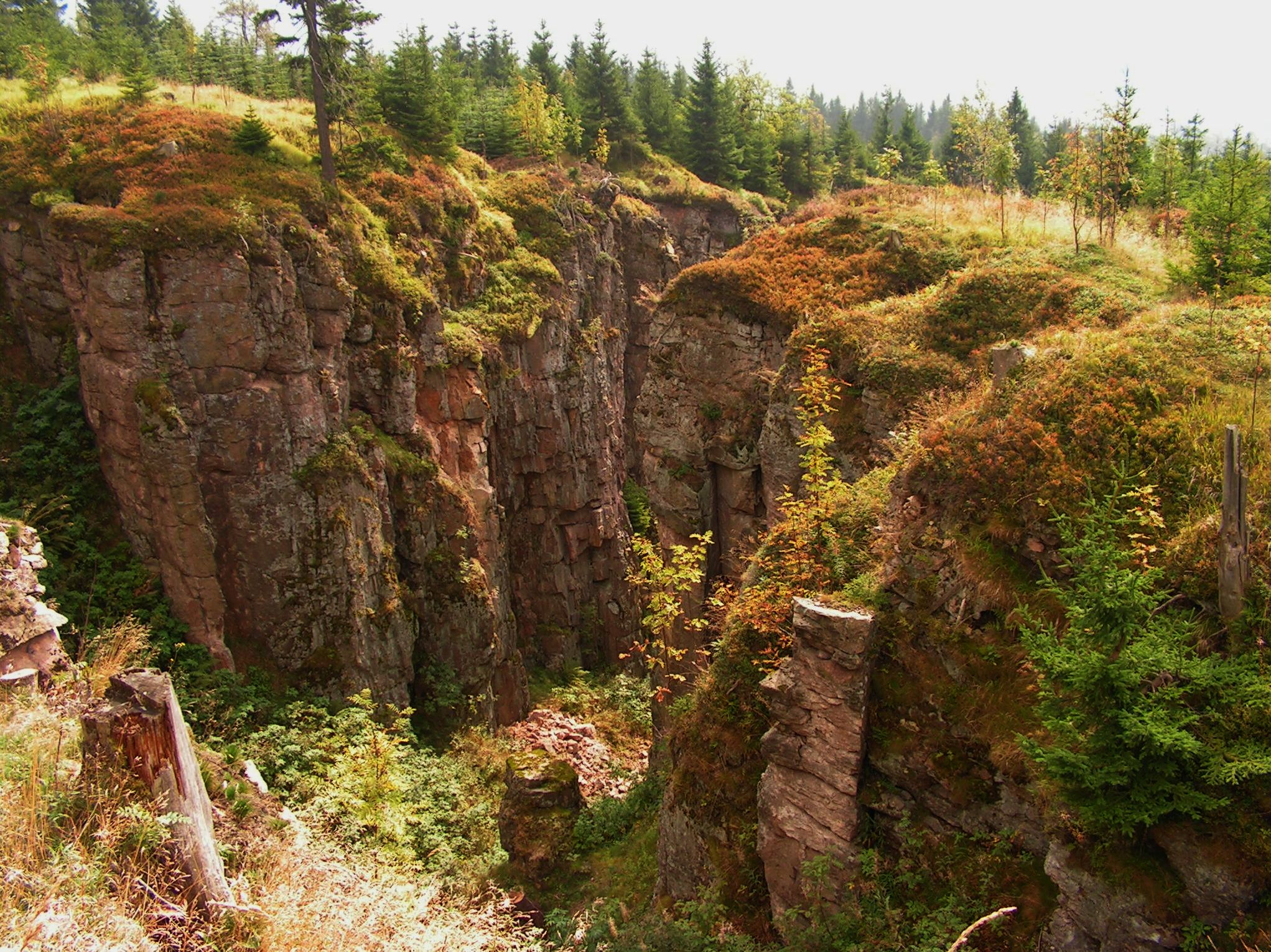
Blick in die Wolfsbinge

Der Blatenský vrch (deutsch Plattenberg) ist mit einer Höhe von 1043 m ü. NHN einer der über 1000 Meter hohen Berge des Erzgebirges in unmittelbarer Nähe der Stadt Horní Blatná (Bergstadt Platten) in Tschechien.

## Lage und Umgebung
Der Plattenberg befindet sich im tschechischen Teil des Erzgebirges (tschech.: Krušné hory). Er liegt auf dem Gebiet der Gemeinde Potůčky (Breitenbach), aber in unmittelbarer Nähe nordöstlich von Horní Blatná. Er ist in etwa 20 Minuten zu Fuß vom Bahnhof Horní Blatná an der Bahnstrecke Karlsbad–Johanngeorgenstadt zu erreichen. Es führt auch eine schmale Zufahrtsstraße zum Gipfel, die von der Straße Horní Blatná–Boží Dar (Gottesgab) abzweigt.

## Geschichte
Das Bergmassiv besteht in der Hauptsache aus Granit. Bereits in der frühen Neuzeit herrschte in der Umgebung des Berges reger Zinn- und Eisenerzbergbau, auf den die Gründung der benachbarten Bergstadt Platten im Jahre 1534 zurückzuführen ist.

## Entstehung des Namens
Der Name des Plattenberges ist mit großer Wahrscheinlichkeit durch seine relativ platte Form entstanden. Besonders aus südlicher Richtung hebt er sich kaum aus der Hochfläche des Erzgebirges hervor.

## Touristische Erschließung
Wolfs- und Eispinge am Fuße des Berges lockten zu Beginn des 20. Jahrhunderts immer mehr Touristen zum Plattenberg, sodass sich der Wintersportverein der Bergstadt Platten 1906 entschloss, auf dem Gipfel eine bewirtschaftete Schutzhütte zu errichten. Aufgrund der regen Nachfrage entstand schon 1913 neben der Hütte ein größeres Unterkunftshaus mit Hotelbetrieb und Aussichtsturm. Der 21 m hohe Turm erhielt den Namen Erzherzogin-Zita-Aussichtsturm. In den zwanziger Jahren erfreute sich der Plattenberg so großer Beliebtheit, dass im Laufe des Jahres 1928 ein Saalanbau und die Verlegung des Einganges am Berghotel erforderlich wurden.
1923 wurde auf dem Plateau ein Jan-Hus-Denkmal errichtet, das beim Einmarsch deutscher Truppen in die Tschechoslowakei im Oktober 1938 beseitigt und nach 1945 auf dem Marktplatz von Platten wiedererrichtet wurde.
Im Zweiten Weltkrieg diente der Turm als Beobachtungsposten der Luftabwehr der Wehrmacht. Nach der 1946 erfolgten Ausweisung fast aller deutschen Bewohner aus der Tschechoslowakei stand das Berghotel leer, es verfiel zur Ruine und wurde um 1970 abgerissen. Lediglich der Aussichtsturm blieb erhalten und kann noch heute besucht werden.

## Ausblicke
Bei guten Bedingungen reicht der Blick in Richtung
- Nordwesten: nach Johanngeorgenstadt und zum Auersberg,
- Norden: nach Breitenbrunn und Rittersgrün,
- Nordosten: zum Pöhlberg und zum Fichtelberg,
- Osten: zum Klínovec (Keilberg),
- Südosten: zum Plešivec (Pleßberg),
- Süden: zum Egergraben.

Allerdings wird die Rundumsicht durch das Nachwachsen umliegender Bäume heute teilweise behindert.

## Routen zum Gipfel

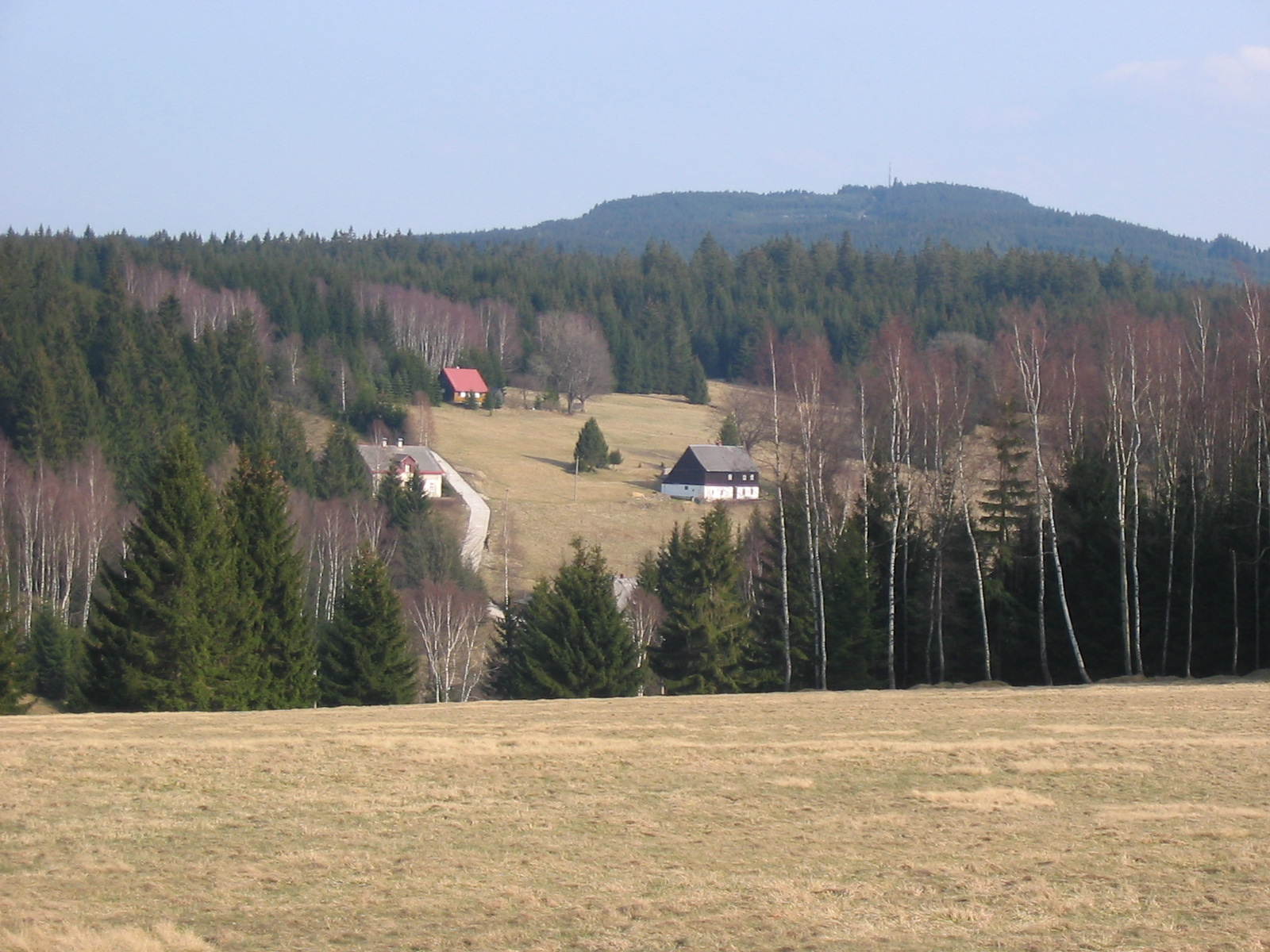
Plattenberg mit Stráň (Ziegenschacht), einem Ortsteil von Potůčky

- Von Johanngeorgenstadt über den Fußgängergrenzübergang nach Potůčky (Breitenbach) auf dem Anton-Günther-Weg zunächst der grünen, dann der gelben Markierung aufwärts durch den Wald folgen (ca. 8 km).
- Von Boží Dar (Gottesgab) rot markierter Hauptwanderweg über Bludná (Irrgang) zum Berggipfel (ca. 15 km).
- Wer vom Gipfel den Abstieg nach Platten hinein wählt, erreicht nach wenigen hundert Metern die Wolfs- und die Eispinge, die durch Zinnbergbau entstanden sind.
- Der bequemste Weg zweigt als schmale Fahrstraße von der Landstraße Horní Blatná (Bergstadt Platten) – Boží Dar (Gottesgab) ab und führt von dort nach Norden zum Gipfel (ca. 1 km).
- Über den Gipfel führt der Anton-Günther-Weg.

## Bergwirte/Pächter
- 1906: Anton Geier
- 1921: Emil Hieke
- 1922: Hans Hippmann

- 1925/30: Alfred Schmalz
- 1931/32: Anton Felber
- 1938/41: Josef Danzer